# Поле Бродмана 38
Поле Бродмана 38, (міжнародна скорочена назва BA38) або темпорополярне поле 38 (людини) — частина скроневої кори в мозку людини.

## Анатомія
BA38 знаходиться на передньому краю скроневої частки, відомому як скроневий полюс (лат. polus temporalis).
 BA38 — цитоархітектонічно  визначений структурний підрозділ скроневої частки в корі головного мозку. Поле знаходиться головним чином у найбільш ростральній частині верхньої скроневої звивини (лат. gyrus temporalis superior) і середньої скроневої звивини (лат. gyrus temporalis medialis). Цитоархітектонічно воно обмежене каудально нижнім скроневим полем 20, середнім скроневим полем 21, верхнім скроневим полем 22 і екторінальним полем 36 (Бродман-1909).

### Функціональна організація
Цитоархітектонічні та хемоархітектонічніі дослідження виявили, що поле складається, принаймні, з семи підрозділів, один з яких, «TG» , є лише у людини.стор 621 «Функціональна значущість ділянки „TG“ невідома, але вона може пов'язувати комплексні, з високим ступенем обробки, перцептивні імпульси, які викликають глибокі емоційні реакції.»

### Клінічне значення
Відомо, що цю ділянку однією з перших вражає хвороба Альцгеймера. і також одною з перших — від скроневої епілепсії.

## Зображення

Анімація.
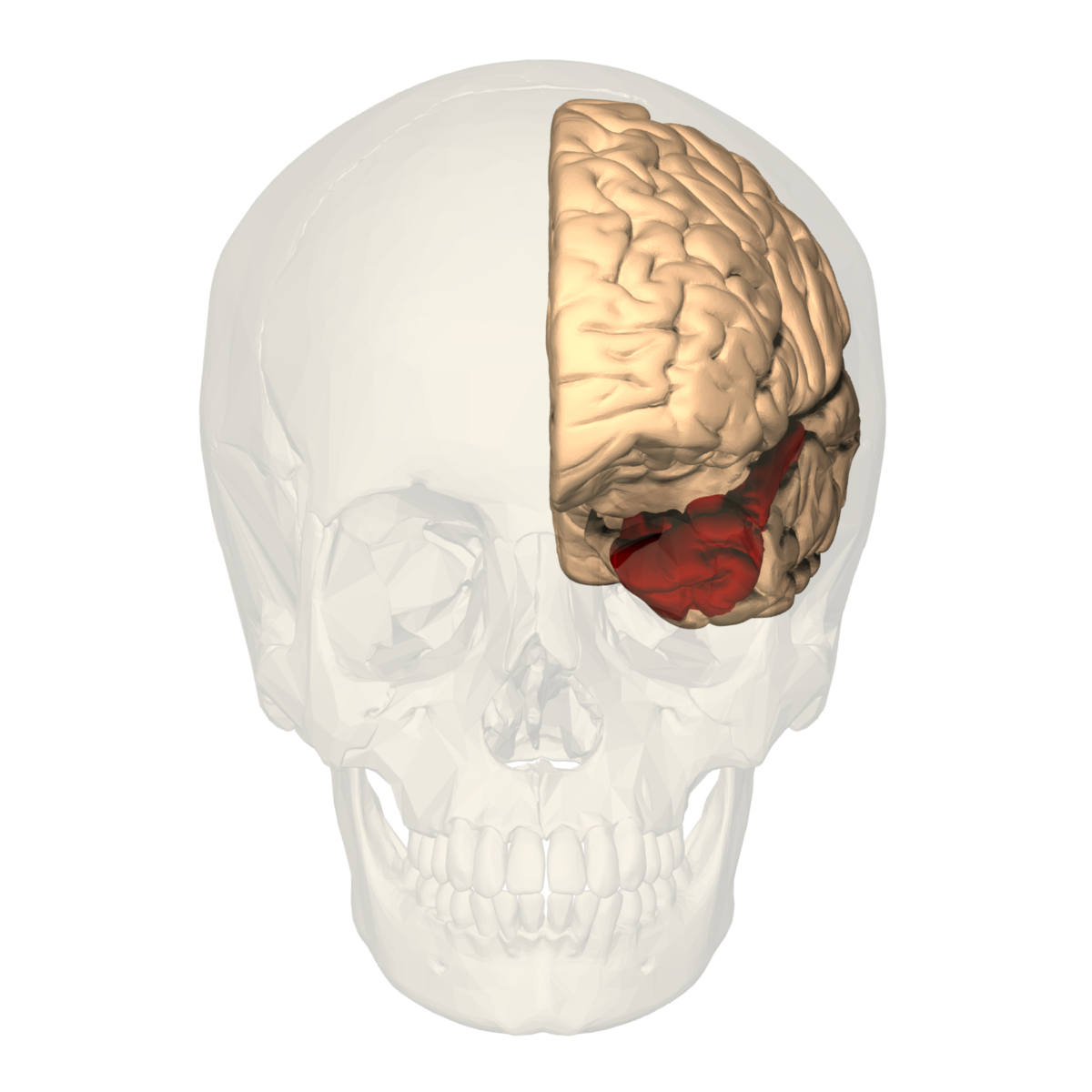
Вигляд спереду.
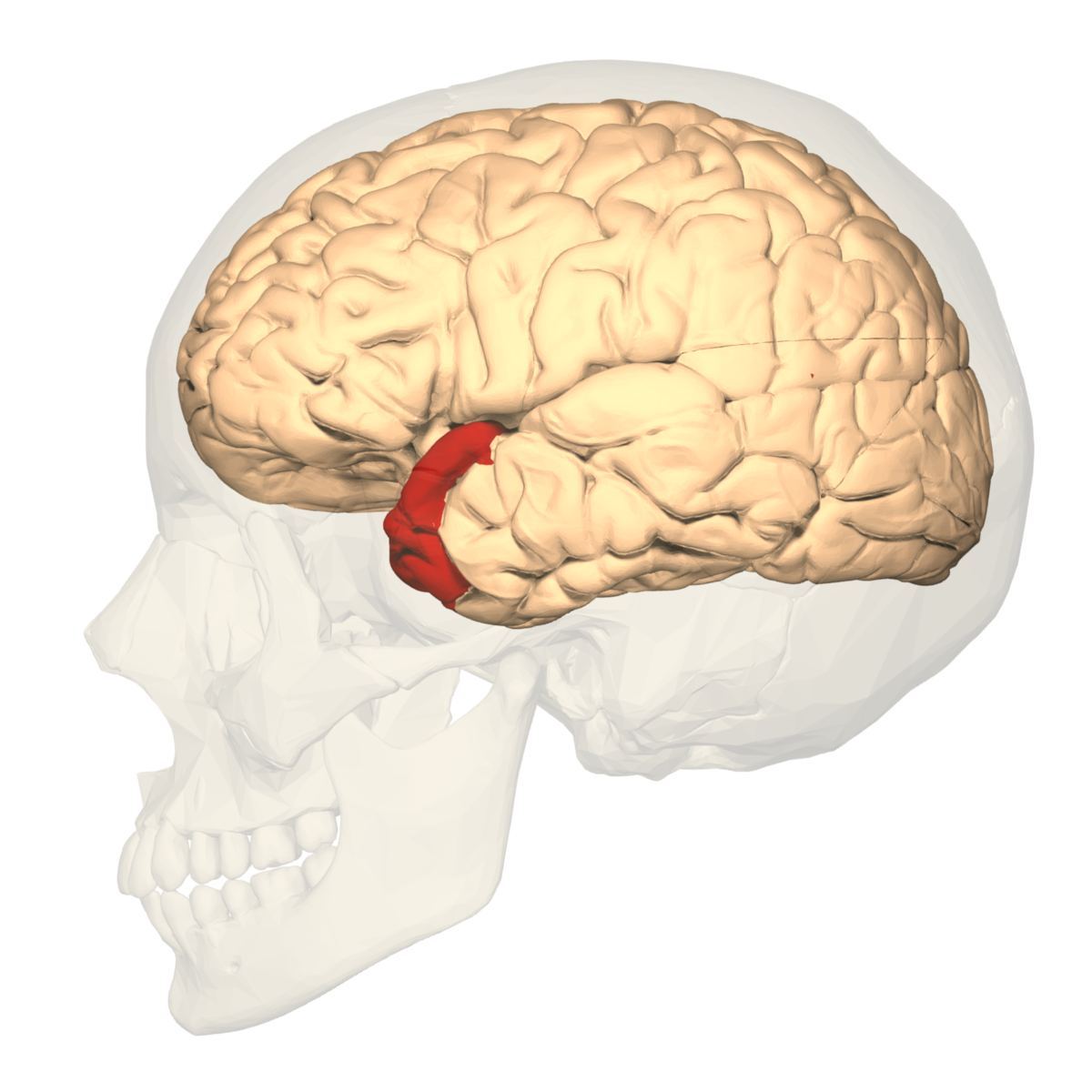
Латеральний вигляд.
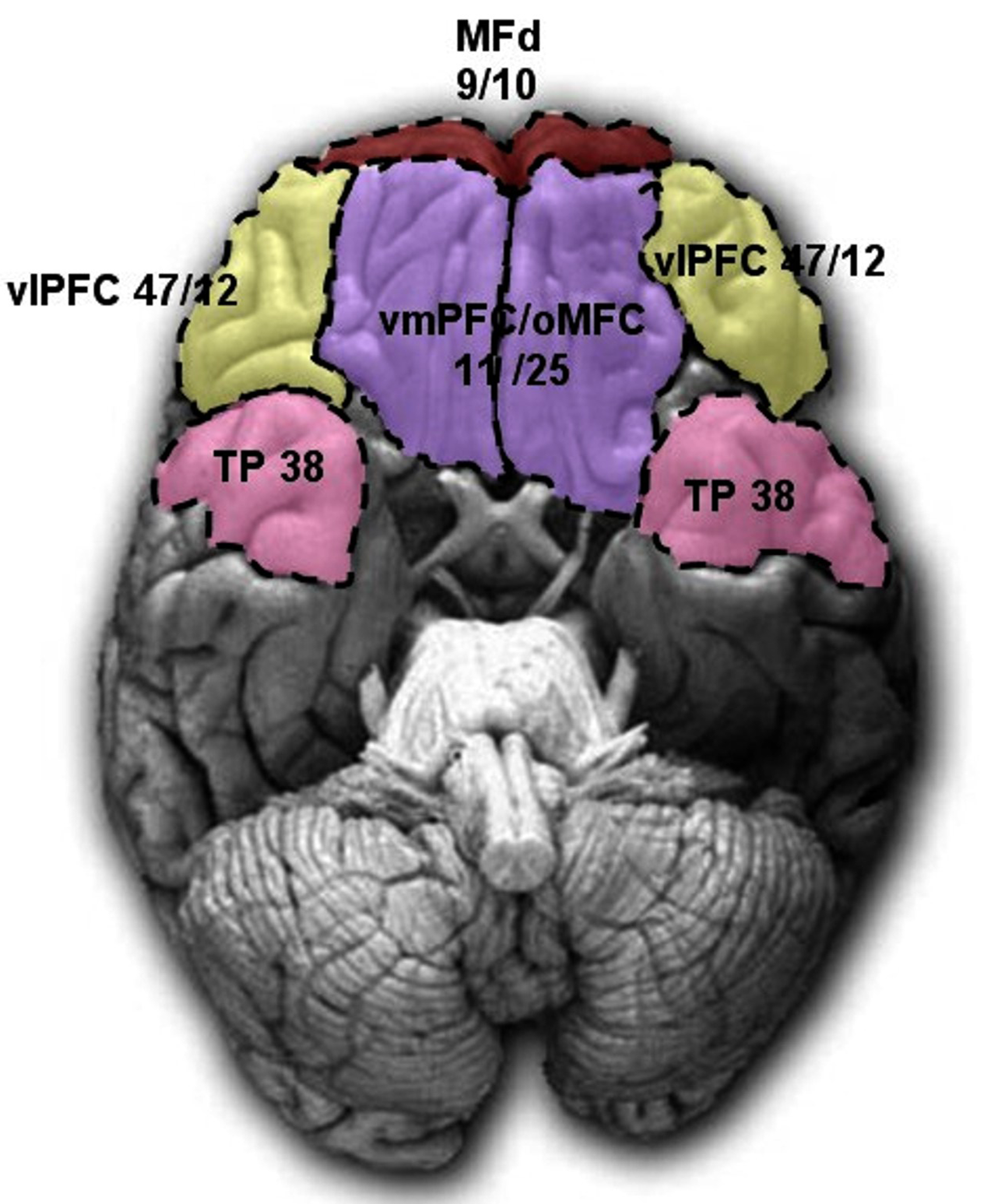
Вентральна поверхня мозку людини з позначеними на ній скроневими полями.
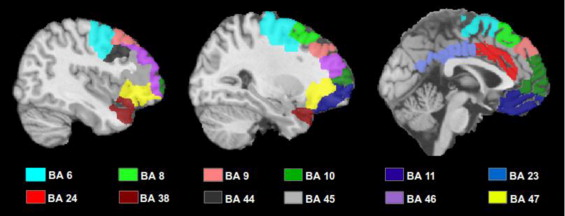
Поля Бродмана на різних розтинах